# Pi (instrument)
Pour les articles homonymes, voir Pi (homonymie).

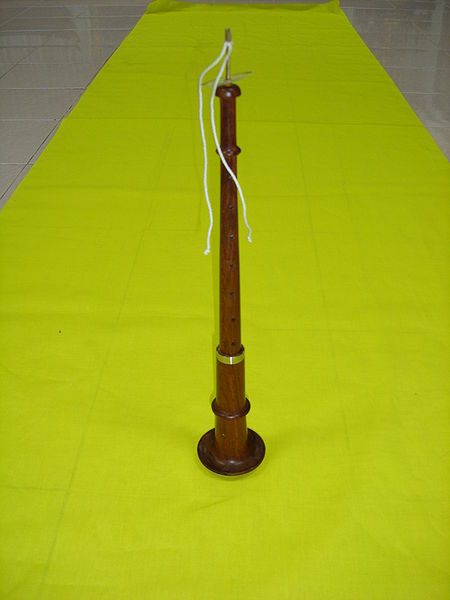
Pi chawa

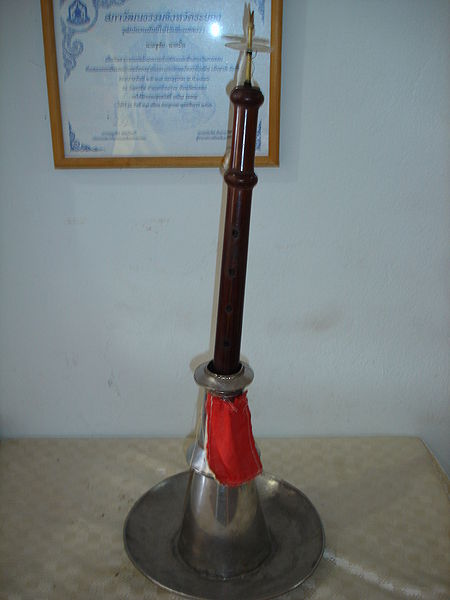
Pi mon

Pi (thaï : ปี่) ou saralai et sralai (khmer ស្រឡៃ) est un terme générique pour toute une famille de hautbois à anche double ou quadruple utilisés dans les musiques thaïlandaise, cambodgienne et laotienne.

## Facture
Le pi existe en différents modèles :
- Pi chanai (ปี่ไฉน) en bois ou en ivoire, probablement d'influence indienne vu la similitude avec le shehnai. Il est utilisé depuis la période de Sukhothaï. De nos jours il est joué avec le pi chawa dans les défilés.
- Pi chawa (ปี่ชวา) comme le pi chanai, mais plus long, il est fait de bois ou d'ivoire.
- Pi klang (ปี่กลาง) (37 x 4 cm) est le plus souvent entendu dans les musiques de film.
- Pi mon (ปี่มอญ) se compose de deux parties comme le pi chawa, mais il est plus long. Le corps est en bois, mais l'anche est en métal. Il est joué habituellement dans les piphat mon (orchestre de musique classique thaïlandaise) ou dans les ensembles plus anciens appelés phat raman.
- Pi nai (ปี่ใน) (41-42 × 4,5 cm) est souvent cité en littérature, comme dans Phra Aphai Mani du poète thaï Sunthon Phu (1786 – 1855).
- Pi nok (ปี่นอก) (31 × 3,5 cm) est le plus petit. Il est joué depuis l'Antiquité.
- Pi bai maphrao, en feuille de cocotier enroulée.
- Pi chum (ปี่ จุ ม) et pi so, avec un tuyau en bambou et une anche libre, utilisé par le peuple Lanna, au nord de la Thaïlande.
- Pi bak, instrument similaire du Cambodge
- Pi sanai, en corne de buffle avec une anche métallique
- Pi a et pi prapus, en bambou, joué lors de mariage et cérémonies au Cambodge.